# Chulumani
Chulumani è un comune (municipio in spagnolo) della Bolivia nella provincia di Sud Yungas (dipartimento di La Paz) con 14.948 abitanti dato 2010.

## Cantoni
Il comune è suddiviso in 5 cantoni (popolazione al 2001):
- Chirca - 939 abitanti
- Chulumani - 6.158 abitanti
- Huancané - 3.892 abitanti
- Ocobaya - 1.286 abitanti
- Villa Assunta - 729 abitanti